# Ursus deningeri
L'orso di Deninger (Ursus deningeri) è un mammifero carnivoro estinto, appartenente agli ursidi. Visse dalla fine del Pleistocene inferiore all'inizio del Pleistocene superiore (circa 1,5 milioni - 100 000 anni fa) e i suoi resti fossili sono stati ritrovati in Europa e in Asia.

## Descrizione

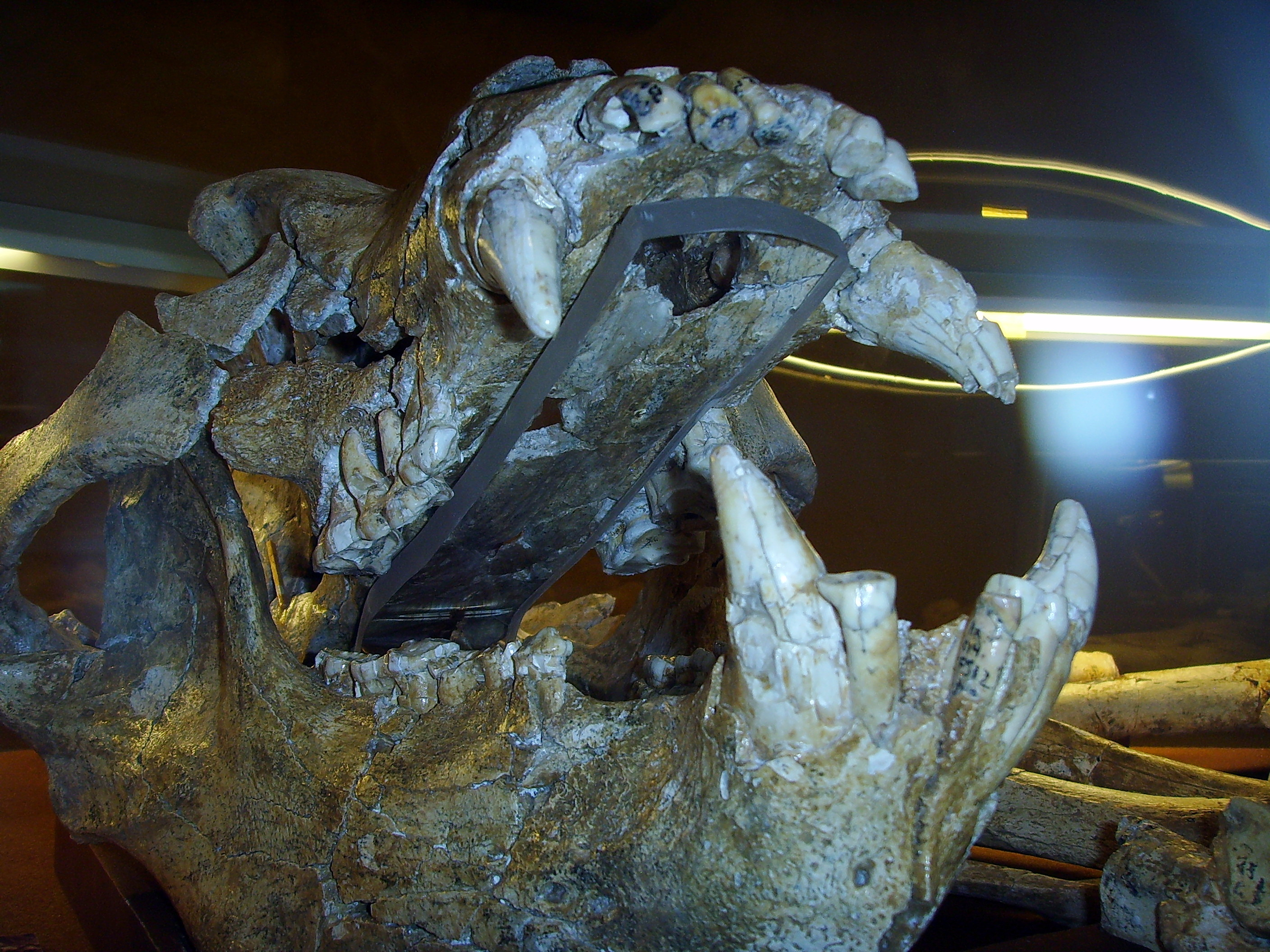
Cranio di Ursus deningeri. In evidenza i forti canini.

Questo orso era di dimensioni simili a quelle di un orso bruno europeo (Ursus arctos), e rispetto ai suoi immediati antenati (tra cui Ursus etruscus) era più grande e possedeva una struttura generalmente più massiccia. Anche le zampe erano più forti e robuste, e i molari erano più larghi e bassi, con una maggiore superficie triturante. 
Tuttavia, alcune caratteristiche di Ursus deningeri erano insolitamente primitive: tra queste, la mandibola era snella, più sottile di quella di U. etruscus e dell'attuale orso bruno, U. arctos. In ogni caso, molte caratteristiche preannunciano quelle che si ritroveranno, più sviluppate, nel successivo Ursus spelaeus, l'orso delle caverne europeo: un neurocranio molto allungato con profilo dorsale generalmente dritto, con bozze frontali moderate ma presenti, una forte costrizione laterale del neurocranio, arcate zigomatiche ampie e potenti. 

## Classificazione e distribuzione

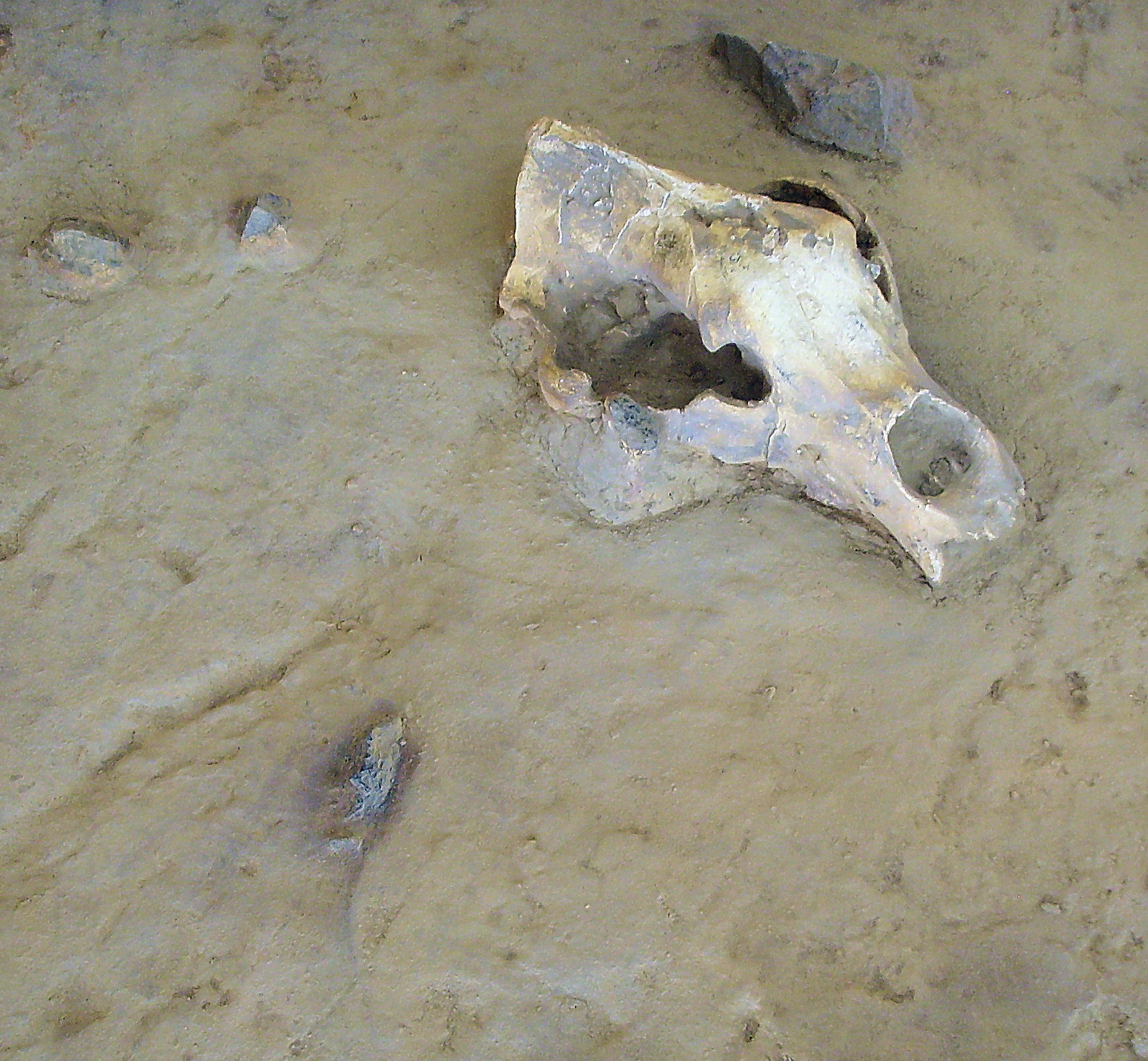
Cranio di Ursus deningeri

Ursus deningeri venne descritto per la prima volta da Reichenau nel 1906. I suoi resti fossili si rinvengono in una vasta zona tra l'Europa e l'Asia. I fossili più antichi (risalenti a forse 1,5 milioni di anni fa) sono stati ritrovati in Mongolia, e fanno supporre un'origine asiatica di questo animale. Numerosi altri fossili più recenti, risalenti al Pleistocene medio, sono stati ritrovati in numerosi siti in vari stati europei (Inghilterra, Spagna, Italia, Repubblica Ceca) e asiatici (Iran, Turchia); i fossili più recenti potrebbero risalire al Pleistocene superiore (circa 100 000 anni fa) e si sovrappongono stratigraficamente con quelli del grande orso delle caverne (Ursus spelaeus), con il quale l'orso di Deninger è strettamente imparentato (e di cui è probabilmente l'antenato). A sua volta, l'orso di Deninger potrebbe essere disceso da una forma ancestrale (Ursus savini) a volte ritenuta conspecifica, ma alcuni studi ritengono che U. savini possa essere un'altra linea evolutiva; questi orsi, in ogni caso, derivano probabilmente da una forma pliocenica europea, Ursus minimus, o da Ursus etruscus.

## Genetica
Nel 2013, una squadra tedesca ricostruì il genoma mitocondriale di un esemplare di Ursus deningeri di più di 300 000 anni, proveniente da una caverna spagnola. Questo studio prova che l'antico DNA può conservarsi per centinaia di migliaia di anni anche al di fuori del permafrost.

## Paleobiologia
Molti fossili di Ursus deningeri sono stati ritrovati in caverne, a dimostrazione che questa specie le occupava durante il periodo di ibernazione. Le zampe massicce indicano l'abitudine di questo orso a scavare; i molari larghi e piatti indicano che l'orso di Deninger, come anche l'orso delle caverne, era un animale tendenzialmente erbivoro, molto di più rispetto agli attuali orsi bruni.